# Saison 5 d'Une nounou d'enfer
Cet article présente le guide de la cinquième saison de la série télévisée Une nounou d'enfer.

## Distribution
- Sont crédités du statut d'acteurs principaux pour cette saison : 
  - Fran Drescher : Fran Fine
  - Charles Shaughnessy : Maxwell Sheffield
  - Daniel Davis : Niles
  - Lauren Lane : C.C. Babcock
  - Nicholle Tom : Maggie Sheffield
  - Benjamin Salisbury : Brighton Sheffield
  - Madeline Zima : Grace Sheffield
  - Renee Taylor : Sylvia Fine
  - Ann Morgan Guilbert : Grandma Yetta
  - Rachel Chagall : Val Toriello
- Des acteurs invités se joignent à la distribution de chaque épisode, de manière plus ou moins récurrente.

## Épisodes

### Épisode 1:Le Subterfuge
- Titre original : The Morning After
- Scénariste : Caryn Lucas
- Réalisateur : Dorothy Lyman
- Diffusions : 
  -  États-Unis :
  -  France :
- Distribution :
- Résumé :

Maxwell veut faire oublier à Fran ce qui s'est passé à l'hôpital, pour cela il lui demande de redécorer la cuisine pour lui faire oublier cet incident.

### Épisode 2:Une soirée avec Elton John
- Titre original : First Date
- Scénariste : Frank Lombardi
- Réalisateur : Dorothy Lyman
- Diffusions : 
  -  États-Unis :
  -  France :
- Distribution : Elton John (lui-même)
- Résumé :

Pour officialiser leur relation, Maxwell emmène Fran à une soirée de gala à laquelle assiste Elton John. Elle l'avait déjà rencontré, mais leur rencontre s'était mal passée, elle doit donc cacher son identité.

### Épisode 3:Rivalité
- Titre original : The Bobbie Fleckman Story
- Scénariste : Diane Wilk
- Réalisateur : Dorothy Lyman
- Diffusions : 
  -  États-Unis :
  -  France :
- Distribution :
- Résumé :

Heureux gagnant d'un concours radio, Brighton a la chance de faire une apparition dans le dernier clip de la star de rock Brian Setzer. Bobbie Fleckman, vice-président de la promotion, et son assistante Chloé sont présents pour le tournage.

### Épisode 4:Sacré coup de Châtaigne!
- Titre original : Fransom
- Scénariste : Jayne Hamil
- Réalisateur : Dorothy Lyman
- Diffusions : 
  -  États-Unis :
  -  France :
- Distribution : Joey Slotnick (kidnappeur)
- Résumé :

Tandis que Grand-mère Yetta commence les préparatifs de son futur mariage, C.C. Babcock charge Fran de garder son chien Châtaigne. Alors qu'elle le promène à Central Park, celui-ci est enlevé.

### Épisode 5:La Nouvelle Vie de Niles
- Titre original : The Ex-Niles
- Scénariste : Nastaran Dibai  et Jeffrey B. Hodes
- Réalisateur : Dorothy Lyman
- Diffusions : 
  -  États-Unis :
  -  France :
- Distribution : Joyce Brothers
- Résumé :

Fran et C.C. Babcock se demandant laquelle préférerait Maxwell, elles font appel au docteur Joyce Brothers pour les départager. Niles, qui croit que Fran touche un meilleur salaire que lui après avoir fouiné dans ses affaires, réclame un plus haut salaire à Maxwell. Après le refus et une dispute avec ce dernier Niles démissionne et trouve un poste chez la tante de Fran, Frieda.

### Épisode 6:Atlantic City, nous revoilà!
- Titre original : A Decent Proposal
- Scénariste : Ivan Menchell
- Réalisateur : Dorothy Lyman
- Diffusions : 
  -  États-Unis :
  -  France :
- Distribution : Chevy Chase
- Résumé :

Pour son nouveau one man-show, Maxwell et toute la famille se rendent à Atlantic City pour convaincre Chevy Chase d'y jouer.

### Épisode 7:La Fille de Fran et de Val
- Titre original : Mommy and Mai
- Scénariste : Caryn Lucas
- Réalisateur : Dorothy Lyman
- Diffusions : 
  -  États-Unis :
  -  France :
- Distribution :
- Résumé :

Il y a quelques années, Fran et Val avaient adopté Mai Ling, une enfant cambodgienne, a qui elles envoyaient de l'argent. Celle-ci arrive à New York pour leur rendre visite, mais la jeune fille devient une source de discorde entre ces deux "mamans".
- Commentaires :
  - Au travers d'une allusion de C.C. Babcock sur les actrices enceintes qui font tout pour cacher leur grossesse à l'écran, on voit que l'actrice Lauren Lane cache elle-même son ventre avec de gros objets comme un sac ou une plante. Ceci est une allusion au fait que l'actrice Lauren Lane elle-même soit enceinte au moment du tournage.

### Épisode 8:Le Grand Amour de Yetta
- Titre original : Fair Weather Fran
- Scénariste : Rick Shaw
- Réalisateur : Dorothy Lyman
- Diffusions : 
  -  États-Unis :
  -  France :
- Distribution : Ray Charles, Bryant Gumbel
- Résumé :

Grand-mère Yetta présente Sammy (Ray Charles) son fiancé à la famille, voyant que sa grand-mère va se marier une deuxième fois avant qu'elle-même ne se marie, elle décide d'abandonner l'idée de sa marier pour devenir présentatrice de la météo.

### Épisode 9:Leçons particulières
- Titre original : Educating Fran
- Scénariste : Suzanne Gangursky
- Réalisateur : Dorothy Lyman
- Diffusions : 
  -  États-Unis :
  -  France :
- Distribution :
- Résumé :

Maggie tombe sous le charme de son professeur de philosophie. Cherchant à remédier à la situation, Fran tombe elle-même amoureuse de lui et voudrait sortir avec lui malgré le refus de Maggie.

### Épisode 10:Chutes! Épousez-moi
- Titre original : From Flushing with Love
- Scénariste : Dorothy Lyman
- Réalisateur : Dan Amernick et Jay Amernick
- Diffusions : 
  -  États-Unis :
  -  France :
- Distribution :
- Résumé :

Niles et Fran sont en conflit, puisque tous les deux veulent partir en vacances, le premier veut aller aux Bahamas, la deuxième veut aller à la réunion familiale des Fine aux Chutes du Niagara. Fran parvient à convaincre Maxwell de s'y rendre avec la famille, espérant ainsi qu'il la demandera en mariage.

### Épisode 11:Ça gratte
- Titre original : Rash to Judgment
- Scénariste : Ivan Menchell Dorothy Lyman
- Réalisateur : Dorothy Lyman
- Diffusions : 
  -  États-Unis :
  -  France :
- Distribution : Mickael Bolton
- Résumé :

Fran est pris d'une violente irruption de plaques irritantes alors qu'elle doit se rendre à une soirée avec Maxwell.

### Épisode 12:Le Grain de beauté
- Titre original : One False Mole and You're Dead
- Scénariste : Frank Lombardi
- Réalisateur : Dorothy Lyman
- Diffusions : 
  -  États-Unis :
  -  France :
- Distribution : Joan Van Ark
- Résumé :

En voulant rencontrer la star du nouveau show de Maxwell, Fran commet une bévue en enlevant un faux grain de beauté qui fait la réputation de cette artiste, et par accident elle met au courant une célèbre journaliste.

### Épisode 13:Gardons nos distances
- Titre original : Call Me Fran
- Scénariste : Diane Wilk
- Réalisateur : Fran Drescher
- Diffusions : 
  -  États-Unis :
  -  France :
- Distribution :
- Résumé :

Fran se rend compte qu'elle a les mêmes relations avec son père qu'avec Maxwell, aucun ne montrant ses émotions. Elle en parle à Silvia qui en lui parlant cette dernière croit qu'il faut démissionner.

### Épisode 14:Une proposition royale
- Titre original : Not Without My Nanny
- Scénariste : Nastaran Dibai et Jeffrey B. Hodes
- Réalisateur : Dorothy Lyman
- Diffusions : 
  -  États-Unis :
  -  France :
- Distribution :
- Résumé :

Gracie est invitée pour les vacances par un de ses amis, dont le père est un sultan du Moyen-Orient. Elle part donc avec Fran au Korestan. Tandis que Maxwell se morfond de l'absence de Fran, celle-ci refuse une offre d'emploi du sultan, persuadée qu'il veut l'épouser.

### Épisode 15:La Demande en mariage
- Titre original : The Engagement
- Scénariste : Rick Shaw
- Réalisateur : Dorothy Lyman
- Diffusions : 
  -  États-Unis :
  -  France :
- Distribution :
- Résumé :

Après que Maxwell lui a déclaré sa flamme, Fran se demande s'il va faire traîner sa demande en mariage. Maxwell y songe fortement et en informe Niles, qui informe Fran, qui met au courant la moitié du Queens.

### Épisode 16:Mésalliance
- Titre original : The Dinner Party
- Scénariste : Ivan Menchell
- Réalisateur : Dorothy Lyman
- Diffusions : 
  -  États-Unis :
  -  France :
- Distribution :
- Résumé :

Maxwell et Fran vont acheter une bague de fiançailles pour officialiser leur relation; peu après Fran est invitée à une soirée mondaine en tant que fiancée de Maxwell, mais lors de cette soirée tout le monde pense que cette union est une mésalliance.

### Épisode 17:Drôle de rappeur!
- Titre original : Homie-Work
- Scénariste : Jayne Hamil
- Réalisateur : Dorothy Lyman
- Diffusions :  
  -  États-Unis :
  -  France :
- Distribution : Ray Charles, Coolio
- Résumé :

Tandis que les préparatifs du mariage commencent, Maxwell doit trouver un rappeur pour sa nouvelle comédie musicale, Sammy conseille à Fran d'engager son petit-fils qui est en fait rappeur en cuisine.

### Épisode 18:Bonheur maternel
- Titre original : The Reunion Show
- Scénariste : Suzanne Gangursky
- Réalisateur : Dorothy Lyman
- Diffusions : 
  -  États-Unis :
  -  France :
- Distribution :
- Résumé :

Fran se rend à sa réunion des anciens élèves sans Maxwell. Elle espère impressionner ses anciennes amies avec ses fiançailles, mais celles-ci ont divorcé de leurs maris à cause de leurs différences de goût dans leur quotidien. Du coup, Fran s'inquiète sur sa relation avec Maxwell avec toutes leurs différences de points de vues et de goûts.

### Épisode 19:Immaculée conception
- Titre original : Immaculate Concepcion
- Scénariste : Robert Sternin et Prudence Fraser
- Réalisateur : Dorothy Lyman
- Diffusions : 
  -  États-Unis :
  -  France :
- Distribution : Robert Vaughn
- Résumé :

Le père de Maxwell (Robert Vaughn) vient de mourir et il lègue toute sa fortune à une fille cachée "Conception", Fran s'inquiète du fait que la famille Sheffield pourrait être ruinée par ce testament.

### Épisode 20:Le Contrat pré-nuptial
- Titre original : The Pre-nup
- Scénariste : Frank Lombardi
- Réalisateur : Peter Marc Jacobson
- Diffusions : 
  -  États-Unis :
  -  France :
- Distribution : Whoopi Goldberg
- Résumé :

La famille de Maxwell insiste pour que Fran signe un contrat prénuptial, mais elle se sent offensée, car elle croit que Maxwell ne lui fait pas assez confiance, elle refuse donc de signer ce document.

### Épisode 21:Passé secret
- Titre original : The Best Man
- Scénariste : Rick Shaw
- Réalisateur : Dorothy Lyman
- Diffusions : 
  -  États-Unis :
  -  France :
- Distribution : Marla Maples
- Résumé :

Nigel, le frère de Maxwell arrive à la maison en vue du mariage de son frère ; mais Maxwell n'est pas au courant qu'un an auparavant Nigel avait demandé à Fran de s'enfuir avec lui (Saison 4, épisode 8).

### Épisode 22:Une mariée d'enfer -1repartie
- Titre original : The Wedding - Part 1
- Scénariste : Caryn Lucas
- Réalisateur : Peter Marc Jacobson
- Diffusions : 
  -  États-Unis :
  -  France :
- Distribution :
- Résumé :

Au moment d'acheter son négligé pour sa nuit de noces, Fran se rend compte qu'il est noir, et en voulait un blanc, elle va avec sa mère et Val dans le New-Jersey pour en trouver un autre.

### Épisode 23:Une mariée d'enfer -2epartie
- Titre original : The Wedding - Part 2
- Scénariste : Caryn Lucas
- Réalisateur : Peter Marc Jacobson
- Diffusions : 
  -  États-Unis :
  -  France :
- Distribution :
- Résumé :

C'est le jour du mariage et Fran est très inquiète car elle a peur que ce mariage ne marche pas, surtout que Jocelyne, la sœur de Maxwell, divorce de son mari, car ils avaient des origines sociales trop différentes.
- Commentaire :

On peut voir les vrais parents de Fran, Sylvia et Morty Drescher.